# 루크만 하루나
루크만 압둘카림 하루나(Lukman Abdulkarim Haruna, 1990년 12월 4일 ~ )는 나이지리아의 전 축구 선수이다. 현역 시절 포지션은 미드필더였다.